# 王文隆
王文隆（1976年11月25日－），生於臺灣省新竹縣竹東鎮，臺灣歷史學家，國立政治大學歷史學博士，主要研究主題為中國近現代史、中華民國外交史、中華民國教育史、應用史學。現任教於天津南開大學。
王文隆於國立政治大學取得歷史學博士學位，並於中央研究院近代史研究所完成博士後研究，師承前國史館長呂芳上。2012年至2018年間擔任中國國民黨文化傳播委員會黨史館主任，為歷來最年輕的館長，任內推動國民黨黨史資料數位典藏工作。

## 著作
- 《外交下鄉，農業出洋：中華民國農技援助非洲的實施和影響(1960- 1974)》
- 《我國對非洲農技援助的策略運作(1961-1974)〉》
- 《圍繞滿洲國成立前後的國際法爭議及其影響》